# Suffragaan bisdom
Een suffragaan bisdom is een katholiek bisdom dat afhankelijk is van een aartsbisdom dat geleid wordt door een metropoliet.  Een suffragaan bisdom staat onder leiding van een suffragane bisschop. Meerdere suffragane bisdommen vormen, samen met het aartsbisdom waaronder ze ressorteren, een kerkprovincie. Zo is het bisdom Antwerpen een suffragaan bisdom ten opzichte van het aartsbisdom Mechelen-Brussel en behoort het tot de Belgische kerkprovincie.